# Angelo My Love
Angelo My Love es una película dramática estadounidense de 1983 dirigida por Robert Duvall y protagonizada por Angelo Evans. El tema de la película trata sobre los romaníes de la ciudad de Nueva York. Se proyectó fuera de competición en el Festival de Cine de Cannes de 1983.

## Elenco
- Angelo Evans como él mismo
- Michael Evans como él mismo
- Ruthie Evans como ella misma
- Tony Evans como él mismo
- Debbie Evans como ella misma
- Steve Tsigonoff como él mismo
- Millie Tsigonoff como ella misma
- Frankie Williams como él mismo
- George Nicholas como él mismo
- Katerina Ribraka como Patricia
- Timothy Phillips como maestro de escuela
- Lachlan Youngs como reportero estudiantil
- Jennifer Youngs como estudiante

## Producción
Robert Duvall vio por primera vez al actor principal, Angelo, en 1977 cuando tenía 8 años, discutiendo con una mujer mayor en Columbus Avenue que "sonaba como una pelea de amantes". El guion de Angelo My Love fue escrito por Duvall, con algunos diálogos improvisados por los actores romaníes, la mayoría de los cuales se interpretan a sí mismos.
Además la película también contó con un elenco conformado por el hermano mayor de Angelo, Michael, su madre, su hermana Debbie y su novia Patricia (Katerina Ribraka).

## Recepción
"Angelo es una especie de suma total idealizada de todos los niños de las calles de Nueva York sin importar su origen étnico. Es pequeño físicamente pero tiene una personalidad tan grande y bien definida que parece un niño poseído por la mente y las experiencias de un estafador de unos 20 años".
Variety informó que Duvall invirtió cinco años y más de $ 1 millón en la película y que muchos de los actores, incluido Angelo, no sabían inglés.
Se documentaron proyecciones comerciales en San Francisco, Nueva York y Los Ángeles, con una presentación por cable de Cinemax en 1985.